# بيري لوبيز
بيري لوبيز (بالإنجليزية: Perry Lopez)‏ هو ممثل أمريكي، ولد في 22 يوليو 1929 بنيويورك في الولايات المتحدة، وتوفي في 14 فبراير 2008 ببيفرلي هيلز في الولايات المتحدة بسبب سرطان الرئة.

## أعمال

### أفلام
- (1955) السيد روبرتس
- (1969) تشي!
- (1970) أبطال كيلي
- (1974) الحي الصيني

## وصلات خارجية
- بيري لوبيز على موقع IMDb (الإنجليزية)
- بيري لوبيز على موقع روتن توميتوز (الإنجليزية)
- بيري لوبيز على موقع ألو سيني (الفرنسية)
- بيري لوبيز على موقع أول موفي (الإنجليزية)
- بيري لوبيز على موقع قاعدة بيانات الأفلام السويدية (السويدية)
- بيري لوبيز على موقع قاعدة بيانات الفيلم (الإنجليزية)
- بيري لوبيز على موقع كينوبويسك (الروسية)